# 15363 Ysaÿe
15363 Ysaÿe eller 1996 FT6 är en asteroid i huvudbältet som upptäcktes den 18 mars 1996 av Spacewatch vid Kitt Peak-observatoriet. Den är uppkallad efter den belgiske violinisten och tonsättaren Eugène Ysaÿe.
Asteroiden har en diameter på ungefär 3 kilometer.